# Fate/stay night: Heaven's Feel - I. presage flower
(Tagline dalla locandina giapponese)
Fate/stay night: Heaven's Feel - I. presage flower (劇場版 Fate/stay night [Heaven’s Feel] I. presage flower?) è un film d'animazione del 2017 diretto da Tomonori Sudō.
È il primo di tre film che compongono la trilogia cinematografica di Fate/stay night: Heaven's Feel, trasposizione della terza route omonima narrata nella visual novel Fate/stay night pubblicata da Type-Moon, concepita da Kinoko Nasu ed illustrata da Takashi Takeuchi. La trama ripercorre i primi otto giorni dei sedici che compongono la quinta guerra del Santo Graal, narrando la prima fase del conflitto e anche diverso materiale completamente inedito ad opera dell'autore originale.
La pellicola, prodotta dallo studio giapponese Ufotable, si è rivelata un grande successo di pubblico e ha ricevuto opinioni miste e contrastanti dalla critica, mostrando un netto divario tra la stampa specializzata e quella generalista. Su Rotten Tomatoes il film segna un indice di gradimento dell'86%.

## Trama
Quando Shirō aveva sette anni, un incendio devastante che distrusse la città di Fuyuki lo lasciò orfano e traumatizzato. Fu salvato e adottato da Kiritsugu Emiya, un misterioso mago che in seguito lo ispirò a perseguire il suo obiettivo, diventare un paladino della giustizia. Quando Kiritsugu morì cinque anni dopo, la sua amica e vicina Taiga Fujimura divenne la tutrice di Shirō, nonché la sua insegnante di inglese al liceo. Alle superiori è stato considerato come il componente più bravo della club di tiro con l'arco insieme all'amico Shinji Matō, fino a quando, a causa di un infortunio, non si è messo in disparte. In quel periodo Sakura, la sorella di Shinji, diventa sua amica e inizia a visitarlo regolarmente a casa sua. Ciò causa una rottura tra Shirō e Shinji, mentre Sakura instaura con lui e Taiga un legame molto stretto.
Tuttavia, la vita semplice e felice di Shirō con Sakura e Taiga viene improvvisamente ribaltata quando una sera, a scuola, assiste ad un violento scontro tra un guerriero in rosso, Archer, ed uno in blu, Lancer, dotato di una forza soprannaturale e di una lancia rossa. Nel frattempo, Sakura si imbatte in un uomo dai capelli biondi che le dice qualcosa che la sconvolge. Dopo essere stato trafitto da Lancer, Shirō viene rianimato in qualche modo e più tardi, quando Lancer lo insegue e lo attacca nuovamente a casa, evoca accidentalmente Saber, una spadaccina corazzata con una spada invisibile. Saber protegge Shirō da Lancer, che se ne va, ed esce di casa per affrontare Archer, ferendolo gravemente. Quest’ultimo risulta essere al servizio di Rin Tōsaka, una compagna di scuola di Shirō. Notando che il ragazzo non ha assolutamente nulla a che fare con la situazione attuale, Rin decide di spiegargli brevemente in cosa è stato coinvolto e lo accompagna alla chiesa di Fuyuki, sperando di fargli comprendere meglio gli eventi accaduti.
Kirei, il prete, spiega a Shirō che è stato coinvolto in un conflitto mortale tra maghi che si verifica a Fuyuki ogni pochi decenni, chiamato guerra del Santo Graal, una battaglia per rivendicare un antico manufatto magico che si dice possa garantire un desiderio al vincitore. Ognuno dei sette maghi scelti, detto master, diviene un partecipante della Guerra, e deve evocare un servant, un potente eroe della storia dell’umanità, che combatta al suo fianco. Spiega anche a Shirō che lo stesso Kiritsugu era stato un master nella guerra precedente, ma inspiegabilmente ha ordinato al suo servant di distruggere il Santo Graal, provocando l’incendio catastrofico che devastò Fuyuki e rese orfano Shirō. Sebbene riluttante, per impedire a qualsiasi altro mago con cattive intenzioni di reclamare il Graal, Shirō decide infine di combattere.
Nel viaggio di ritorno a casa, Shirō e Rin incontrano Illyasviel von Einzbern, una misteriosa bambina dai capelli bianchi, che li attacca con il suo gigantesco servant, Berserker. Con Archer ancora ferito, Saber difende Shirou da sola, ma presto cade in una situazione di svantaggio. Incapace di guardare Saber mentre sta per essere uccisa, Shirō si lancia per salvarla e viene ferito gravemente dall'attacco di Berserker. Delusa dal risultato della battaglia, Illya richiama Berserker e lascia morire Shirō. Più tardi, Shirou si sveglia privo di ferite, e Rin gli rivela essere a causa di una forma di guarigione magica posseduta da lui stesso. Saber dissuade Shirō dal rischiare di nuovo la vita, dato che è la sua ancora di salvezza e la sua morte l'avrebbe comunque uccisa. Shirō e Rin quindi si separano, quest’ultima prima chiarendo che, in quanto entrambi partecipanti della guerra del Santo Graal, da quel momento si considereranno nemici a vicenda.
Più tardi, Shirō e Saber si imbattono in Shinji, che si rivela essere il master di Rider, un servant dai lunghi capelli viola con una maschera sugli occhi, che brandisce due armi simili a chiodi collegate a catene. Su ordine di Shinji, Rider aveva catturato la sua compagna di classe e del club di tiro con l'arco, Ayako Mitsuzuri, che in precedenza aveva insultato Shinji, e si era nutrita di lei come un vampiro. Fiducioso della sua vittoria a causa dello scarso addestramento di Shirō come mago, Shinji ordina frettolosamente a Rider di attaccare Saber. Tuttavia, Saber si dimostra essere una combattente di gran lunga superiore e sconfigge Rider in un solo colpo, uccidendola apparentemente. Shinji va in panico e tenta di fuggire, ma viene fermato dall'apparizione improvvisa di suo nonno Zōken, che lo ammonisce per il suo fallimento. Shirō quindi domanda se Sakura sia coinvolta nella guerra, ma Shinji lo nega mentre si allontana amaramente, sconvolto e irritato dalla sua umiliante sconfitta. Shirō porta quindi Ayako in chiesa, così che Kirei possa curarle le ferite. Mentre Kirei la cura, Shirō incontra e viene deriso dall'uomo dai capelli biondi.
Il giorno seguente, Saber dichiara a Taiga e Sakura di essere una vecchia amica di Kiritsugu, in modo tale che le sia permesso di rimanere nella casa di Shirō. Nonostante l’avvertimento di Rin di stare alla larga da lei a scuola, Shirō si confronta con lei riguardo alle notizie dei cittadini di Fuyuki che si ammalano improvvisamente e muoiono. Sospettando che il responsabile sia il servant Caster, Rin concorda sul fatto che dovrebbero mettere da parte le loro ostilità finché non scoveranno la causa del problema, formando un'altra tregua temporanea con Shirō, nonostante le critiche di Archer. Shirō insiste che Sakura rimanga per il momento in casa sua, sperando di tenerla al sicuro con Saber, e la ragazza accetta. Tuttavia, nei giorni seguenti, Sakura si ammala e inizia ad avere strani incubi.
Nel vicino tempio Ryūdō, il servant Assassin svolge la funzione di guardiano, ma viene improvvisamente ucciso da un'entità che emerge dal suo corpo, risvegliata da un’ombra misteriosa. La figura emersa da Assassin prosegue uccidendo Sōichirō Kuzuki, un insegnante del liceo di Shirō, nonché un master, e il suo servant Caster, rivelandosi come lo spirito eroico destinato ad essere il "vero" Assassin. Uno sciame di insetti porta via il corpo di Caster prima che possa dissolversi. Tornato a casa, Shirou ha uno strano sogno in cui Rin cerca di sedurlo, ma si rende subito conto che qualcosa non va, poiché la ragazza parla e si comporta come Rider, rivelando occhi inumani mentre lo morde come fosse un vampiro. Mentre Shirou sta per cedere alle provocazioni, l'immagine di Rin diventa Sakura e si sveglia.
Più tardi, Shirou nota dei lividi sul corpo di Sakura e deduce che Shinji sia il colpevole. Quando quest’ultimo arriva a casa sua e colpisce sua sorella, Shirō s’infuria e tenta di attaccarlo, ma Sakura lo prega di fermarsi, lasciando andare Shinji. Intanto, Sōichirō non torna più a scuola, Rin incontra Shirou e deduce che lui fosse il master di Caster, ma le persone si ammalano ancora come se Caster fosse viva. Investigando sulla questione, incontrano Zōken, che rivela di controllare il cadavere di Caster come un burattino e li attacca. Saber e Archer respingono il cadavere, che può ancora usare i poteri di Caster, ma lo scontro viene improvvisamente interrotto da un’ombra oscura che terrorizza persino il vecchio. L'ombra non è influenzata dagli attacchi di Caster e ne divora il cadavere. Intanto, Archer decapita Zōken mentre è distratto, ma il vecchio rivela che la sua vera forma è uno sciame di vermi ed insetti e si ritira. L'ombra tenta di inghiottire Rin, ma Shirō la spinge e viene colpito al posto suo, avendo una strana visione. Mentre è ferito, l'ombra si ritira.
La sera dopo, Shirō e Sakura conversano e la ragazza gli rivela quando lo ha ammirato per la prima volta: il giorno in cui lo vide per la prima volta continuava a fallire un salto in alto e tuttavia rifiutava di arrendersi. Gli chiede come fosse la sua vita con Kiritsugu, nascondendo la sua espressione quando dice di essere felice. Poi chiede cosa farebbe Shirō se lei diventasse una cattiva persona, sembrando soddisfatta quando dice che l'avrebbe semplicemente ammonita e poi salvata dai suoi problemi.

A Lancer viene ordinato di rintracciare il nuovo Assassin e, dopo uno scontro intenso in città, i due si recano al lago del tempio Ryūdō. Lancer sta per travolgere Assassin, ma viene improvvisamente attaccato dall'ombra, e Assassin trae vantaggio per estrarre il cuore di Lancer con la sua arma nobile Zabaniya. L'ombra divora Lancer che, sconfitto, si lamenta della squallore della situazione, mentre Assassin divora il suo cuore per rafforzarsi. Kirei incontra Shirō a pranzo per discutere delle misteriose circostanze dell'attuale guerra del Santo Graal. Rivela di essere stato il master di Lancer e ammette di avere le proprie ambizioni, ma deve metterle da parte perché le azioni dell'ombra sono una grave minaccia per l'intera città. Shirō rifiuta l'invito di Kirei a lavorare insieme. Shirō e Saber vanno a indagare al tempio, dove Sōichirō è stato ucciso, e Assassin tende loro un'imboscata. Assassin attira Saber in un duello all’esterno, mentre Zōken affronta Shirō all'interno, attaccandolo con i suoi vermi. Alla fine, Saber viene intrappolata tra l'attacco fatale di Assassin e l'ombra ed è incapace di liberarsi. Shirō cerca di richiamare Saber ma i suoi incantesimi di comando svaniscono improvvisamente, significando la morte di Saber. 

La comparsa di Saber Alter

 Il ragazzo si libera momentaneamente dall'assalto di Zōken e riesce quasi a colpirlo prima che intervenga Assassin. Zōken li lascia alla loro battaglia e Shirou sta per essere sconfitto, ma viene improvvisamente salvato da Rider, che appare dal nulla. Mostrando velocità e forza maggiori di quando si è scontrata con Saber, sconfigge facilmente Assassin e lo caccia via. Rider conferma a Shirō che vivrà e sparisce, lasciandolo confuso riguardo alle sue intenzioni. Mentre si allontana dal tempio, Shirō si trova faccia a faccia con l'ombra, che scompare senza nuocergli.
Fortunatamente, Saber è sopravvissuta, avendo scelto di lasciare che l'ombra la divorasse anziché essere uccisa da Assassin. All'interno dell'ombra, Saber raggiunge una luce ma viene scoraggiata da una voce familiare. Girandosi, viene accolta da un'immagine alterata di se stessa, con la pelle pallida, inquietanti occhi color ambra e un elegante vestito nero.
Nel frattempo, Rin e Archer irrompono nello scantinato dei Matō e sono inorriditi nel trovarlo infestato dai vermi, alludendo agli abusi di Sakura. Al piano superiore, Shinji scrive qualcosa nel suo diario e fissa una fiala contenente una strana sostanza. Nel mentre, Illyasviel guarda la città dal suo castello e dice alle sue cameriere che le cose sono diventate interessanti. In un vicolo, Zōken fa divorare una donna dai suoi insetti e spiega ad Assassin che deve farlo ogni tanto per continuare a vivere. Assassin dice che il suo attaccamento alla vita è ammirevole ed è degno di essere il suo master.
Malconcio, sconfitto, e senza più Saber, Shirō torna a casa e trova Sakura ad aspettarlo nella neve. La ragazza mostra nuovamente la sua preoccupazione per lui, che ritorna continuamente a casa ferito, ma Shirō la consola e i due tornano dentro, perché sa di non essere più un master e non può più combattere.

## Produzione
L'annuncio del film avvenne nel Luglio del 2014 durante una conferenza stampa dove TYPE-MOON e Ufotable presentarono il Fate/stay night multimedia project, ovvero una molteplice produzione multimediale per festeggiare il decimo anno dall'uscita della novel originale. Essa si componeva dell'uscita della route Fate su i sistemi Android e iOS, una serie televisiva per la route Unlimited Blade Works e un film per la route Heaven's Feel.
Infine dopo due anni di gestazione, durante l'AnimeJapan 2016 fu annunciato che il progetto si sarebbe trasformato in una trilogia di lungometraggi diretti da Tomonori Sudō, capo animatore nello studio Ufotable e già regista degli ultimi due episodi della saga di Kara no kyōkai. Inoltre fu annunciata la data d'uscita del primo film per il 2017.

### Scelta del formato cinematografico
La route Heaven's Feel è conosciuta per essere la più cupa e violenta di tutta la novel, trattando temi pesanti e disturbanti come l'assassinio, la tortura psicologica, lo stupro e la violenza minorile, oltre a diverse scene estremamente violente e deliberatamente splatter e una componente erotica molto accentuata. Proprio a causa di questi contenuti controversi, lo studio d'animazione non si è sentito convinto di produrre una seria televisiva classica, avendo timore per possibile censure e scandali che questa avrebbe potuto causare, e quindi l'opzione ricadde ovviamente sul formato cinematografico, che per sua natura poteva permettere la presenza di certe scene. Il regista Tomonori Sudō esprimendosi su quest'ultime ha dichiarato:

## Colonna sonora
La compositrice Yuki Kajiura torna nuovamente a comporre per una trasposizione animata di un'opera Type-Moon come già successo per la saga di Kara no kyōkai e le serie televisive Fate/stay night: Unlimited Blade Works e Fate/Zero. Mentre il brano principale Hana no uta (花の唄? lett. "La canzone del fiore") è cantato da Aimer.

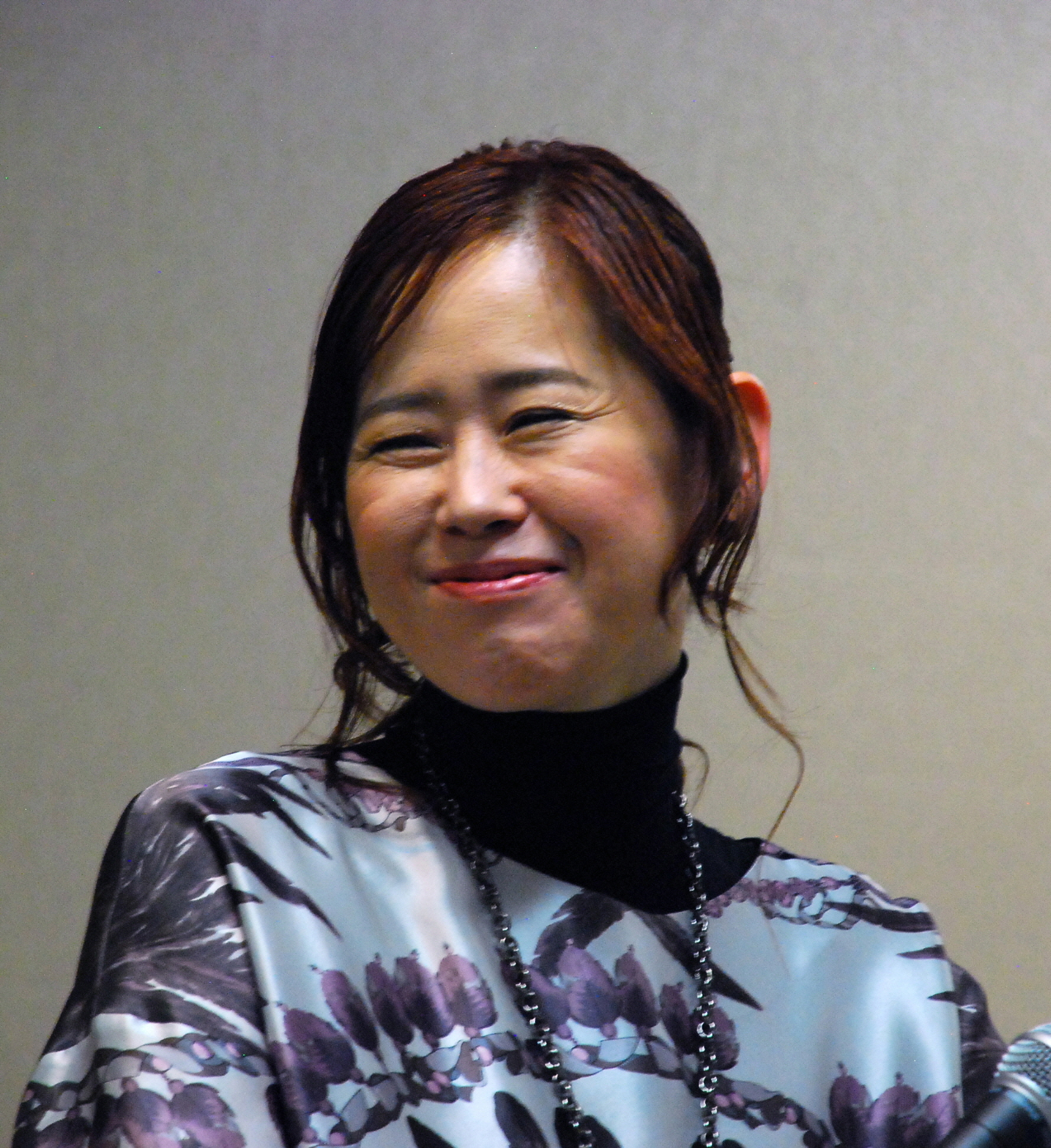
Yuki Kajiura, la compositrice della colonna sonora

Fate/stay night [Heaven's Feel] I. presage flower Original Soundtrack
1. and she came to me – 0:17
2. calm and quiet days – 2:29
3. cherries are falling – 0:10
4. calm days, passing by – 0:57
5. wounded past – 0:40
6. foreboding – 0:55
7. open the curtains – 1:33
8. the flower will bloom – 3:25
9. scar of the war – 2:01
10. the decision to fight – 1:06
11. overpowered – 1:52
12. in the maze – 1:02
13. she is the Saber – 2:21
14. and he vanished – 0:53
15. his war, my war – 2:18
16. his war, my war #2 – 0:54
17. crawling shadow – 1:02
18. the loser has to fall – 2:21
19. she decides, he decides – 2:15
20. her sorrow, his anger – 1:17
21. song of a tiny flower – 3:35
22. lancer and assassin – 4:59
23. interception – 2:05
24. existence of shadow – 2:56
25. what are you gonna do? – 3:04
26. into the battle – 1:41
27. she did not answer – 2:05
28. with or against – 1:37
29. fears and hopes – 3:40
30. now I'm back – 2:20
31. for the butterfly – 1:01

Durata totale: 58:51

## Distribuzione

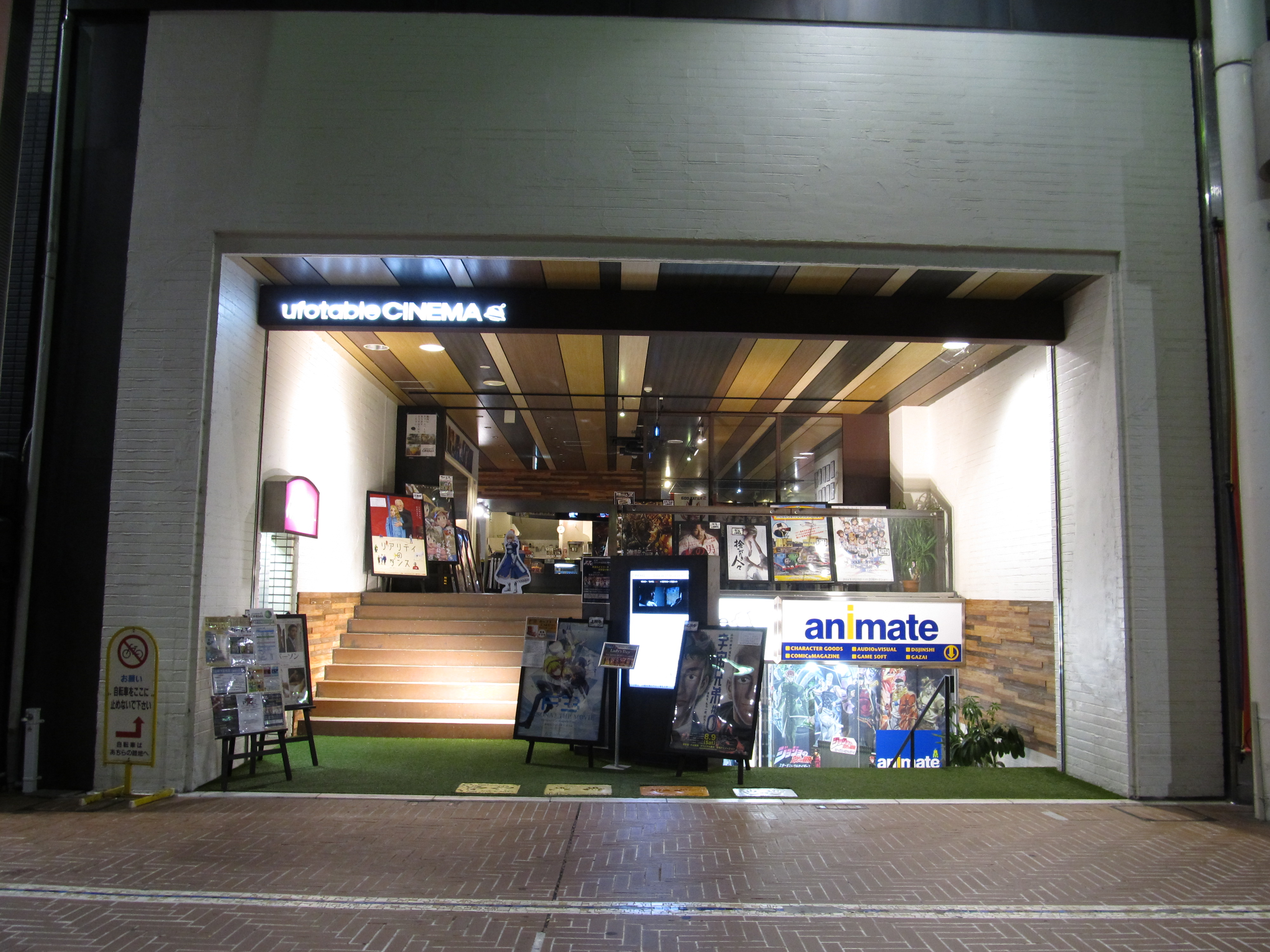
Lo Ufotable Cinema di Tokushima, luogo dove si è tenuta la première internazionale del film.

Fate/stay night: Heaven's Feel - I. presage flower è uscito nelle sale cinematografiche nipponiche il 14 ottobre 2017, del quale è stato mostrato il primo trailer il primo luglio, subito dopo la messa in onda del primo episodio di Fate/Apocrypha. Un secondo trailer è stato pubblicato il 30 settembre 2017. Inoltre a partire dal 3 febbraio 2018, il primo film è stato proiettato nei cinema giapponesi in 4DX e MX4D.
La pellicola è stata distribuita negli USA dal 3 novembre 2017, in Australia il 4 novembre, in Germania nel gennaio 2018 e successivamente in Francia, Corea del sud, Canada e Sud America.

### Edizione italiana
L'annuncio della acquisizione della trilogia da parte di Dynit è avvenuto durante la conferenza dell'editore bolognese in occasione del Lucca Comics 2017, dove è stato inoltre preannunciato il passaggio al cinema del primo film per la prima metà del 2018. Successivamente Nexo Digital ha confermato il passaggio cinematografico del primo film per il 13 e 14 febbraio 2018, come primo appuntamento della sesta stagione Nexo ANIME, Il primo trailer ufficiale in lingua italiana è stato pubblicato il 16 gennaio 2018, mentre altri due trailer minori da 30 secondi l'uno sono stati pubblicati il 1º febbraio. È stato inoltre presentato in un'unica proiezione il 14 aprile al Cartoons on the Bay 2018 di Torino.
L'edizione home video del film, sia edizione DVD che Blu-ray è uscita in Italia in formato first press il 7 novembre 2018, mentre è disponibile sulla piattaforma streaming Netflix dal 1º gennaio 2019.

## Accoglienza

### Incassi
Nel suo weekend di debutto in Giappone, il primo episodio I. presage flower ha guadagnato un incasso di 413 030 840¥ (circa 3 188 000€ al cambio attuale), per un totale di 247 509 biglietti staccati in un totale di 128 sale. Nei due giorni di programmazione in Italia ha ottenuto un incasso complessivo di 103 202€ e 10 767 spettatori totali. Al 2018 il film ha raggiunto l'incasso mondiale di 14 156 217$.

### Critica
Il film ha attenuto recensioni discordanti in tutto il mondo. La critica specializzata ha in larga parte lodato l'opera esaltando la qualità grafica delle animazioni, la colonna sonora e l'abilità nella gestione dei tagli rispetto alla trama originale della visual novel, riuscendo comunque a mantenere chiara la successione degli eventi. Altri invece sono rimasti così entusiasti dalla pellicola da consacrarla come la migliore trasposizione di Fate/stay night mai prodotta. Anime News Network ha valutato la pellicola con una A, oltre ad eleggerlo come il miglior film d'animazione giapponese del 2017.
Del verso opposto la critica cinematografica più generalista, soprattutto estera, che ha criticato l'impostazione narrativa dell'opera sottolineando il fatto di aver prodotto un'opera rivolta ad un pubblico limitato di appassionati che già conosce parte degli eventi senza dare la possibilità ai neofiti di comprendere appieno alcuni risvolti della trama saltando completamente il prologo canonico (i primi tre giorni) della quinta guerra, non mancando comunque di lodare l'ottimo comparto tecnico, le musiche e la regia degli scontri. Anche in Italia la critica si è divisa tra estimatori e detrattori, quest'ultimi riportando le stesse polemiche delle recensioni estere.

## Sequel
Il seguito Fate/stay night: Heaven's Feel - II. lost butterfly è uscito in Giappone il 12 gennaio 2019.